# Hummer
Га́ммер (англ. Hummer) — марка автомобілів General Motors.  

## Історія марки

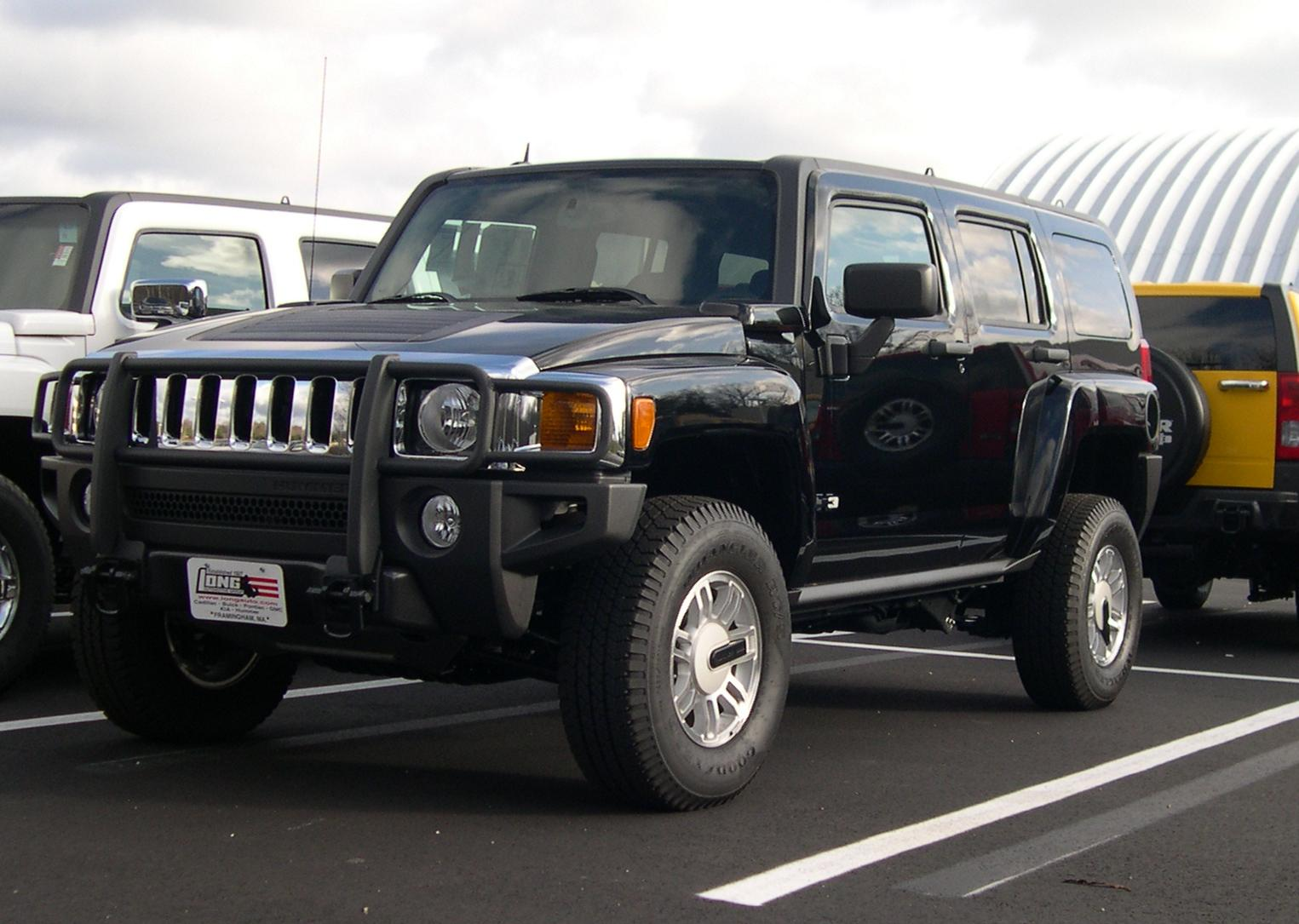
Hummer H3

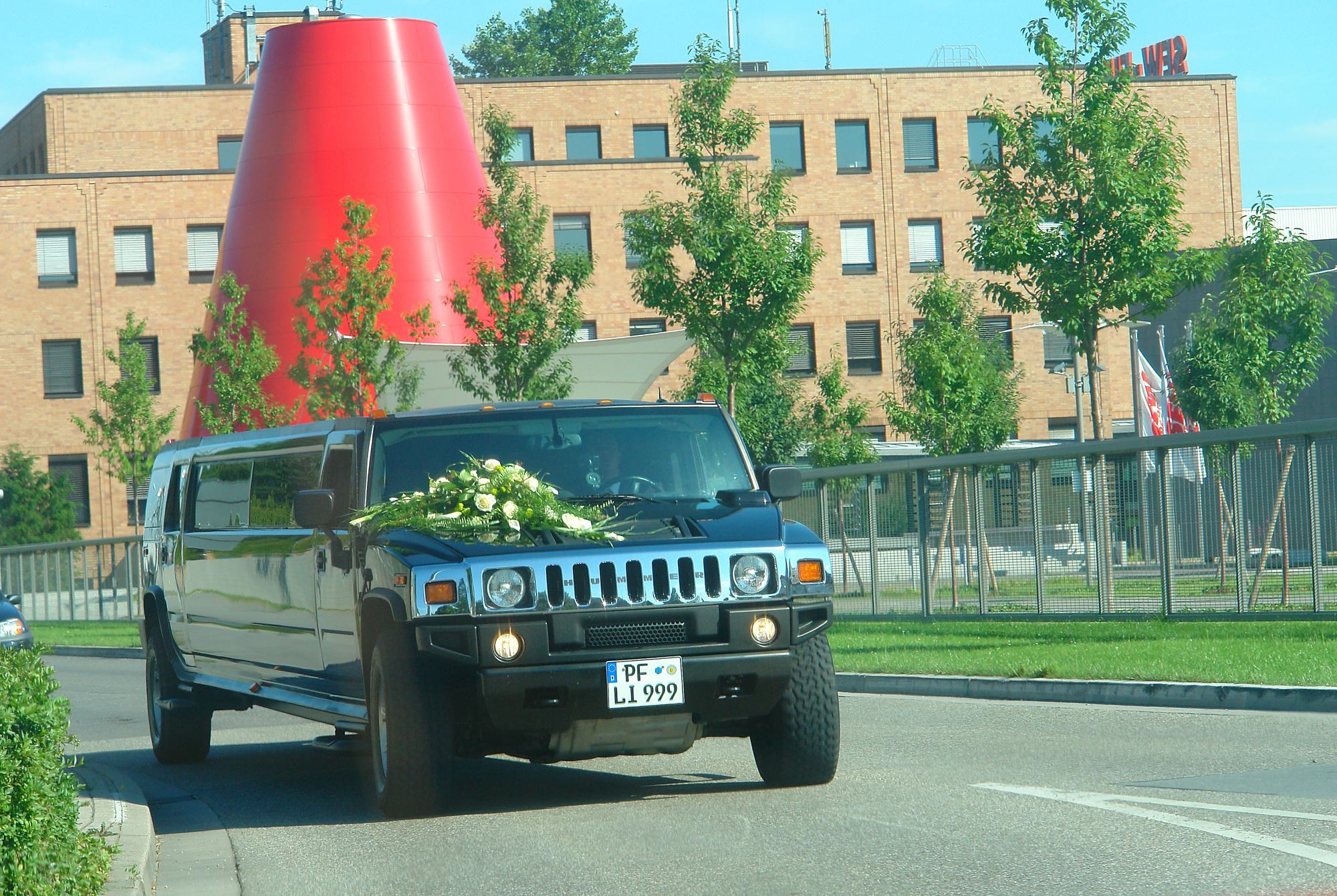
Hummer-лімузин

Марка зародилася в результаті конверсії американського армійського позашляховика HMMWV M998 (High Mobility Multipurpose Wheeled Vehicle), скорочено «Га́мві» (англ. HUMVEE).
Розробкою позашляховика займалася північноамериканська компанія AM General. Початок проєкту HMMWV було покладено 1979 року. Метою проєкту була розробка автомобіля, повністю відповідного чималим армійським вимогам.

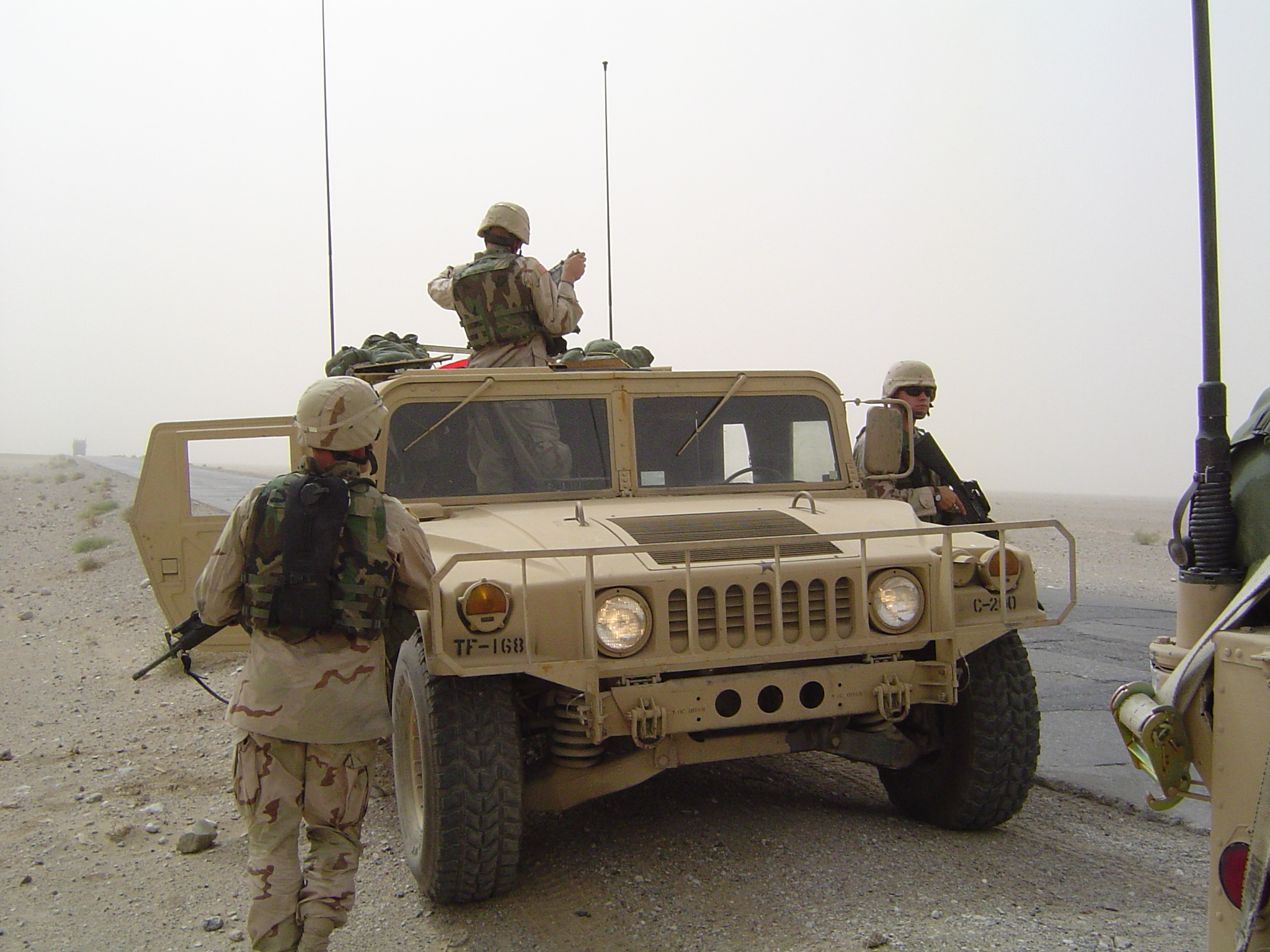
HMMWV в Афганістані

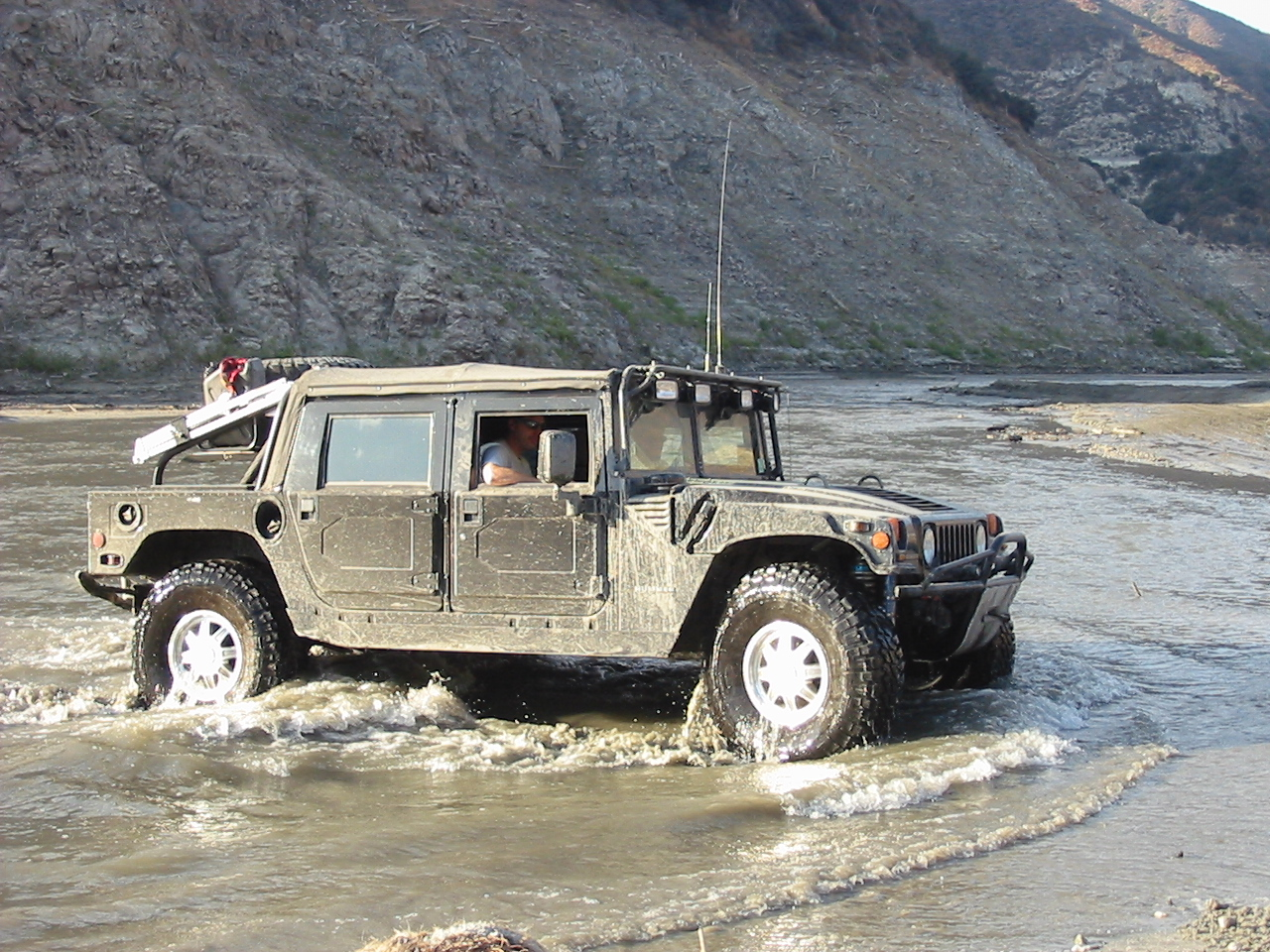
HMMWV

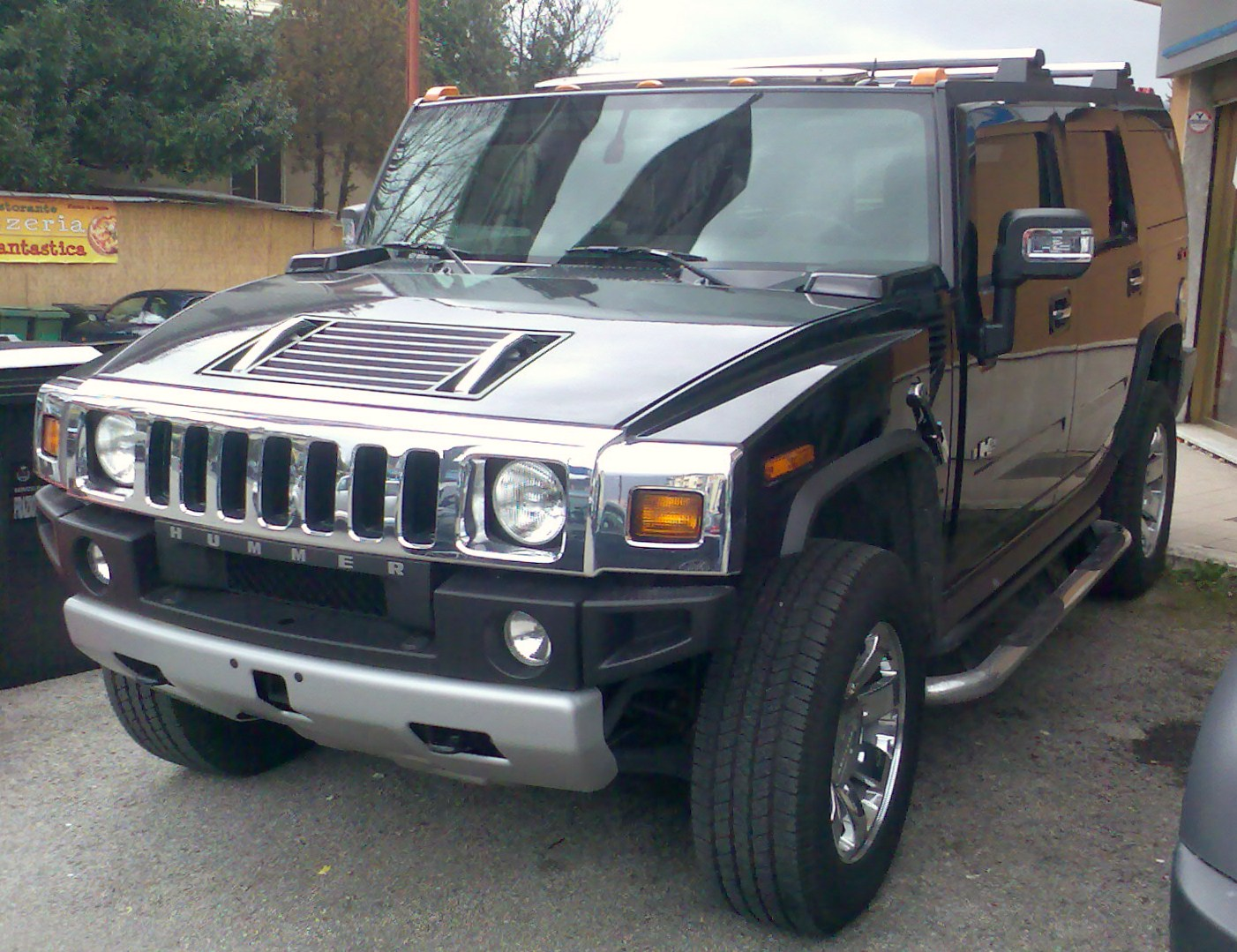
Hummer H2 2008

1981 року «Гамві» був прийнятий на озброєння армії США і став всесвітньо відомим після участі у війні у Перській затоці проти Іраку. Сьогодні «Гамві» стоїть на озброєнні армій більше 40 країн світу і виробляється в різних модифікаціях, що робить його справді багатоцільовим військовим транспортом.
1992 року почалося виробництво цивільної моделі «Гамві», яка й отримала назву Hummer H1. Виробництвом цивільної моделі зайнялася північноамериканська компанія General Motors. Цивільна версія позашляховика відрізнялася від військової всього декількома змінами.

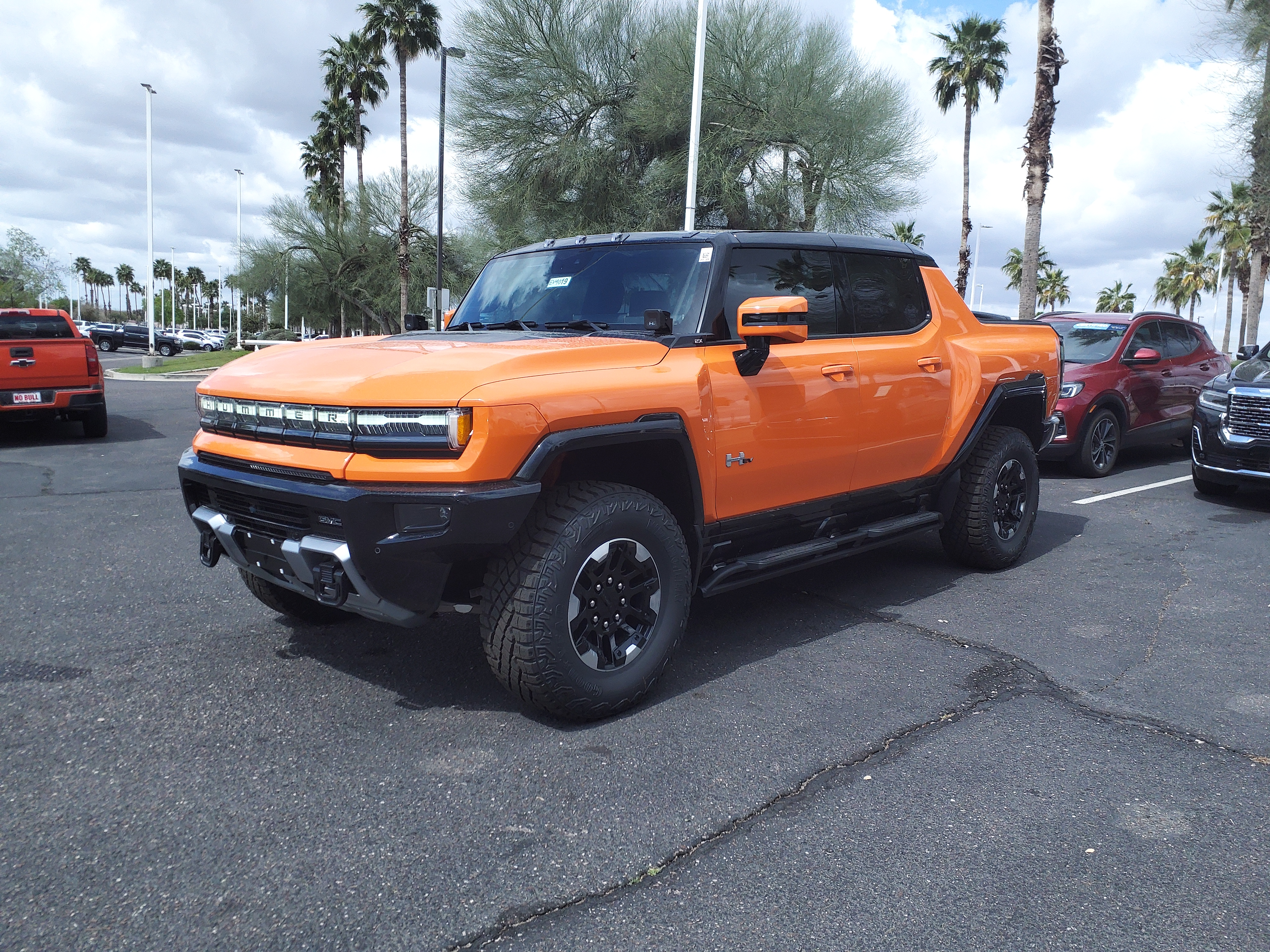
2024 GMC Hummer EV

Літом 2008 року у зв'язку з фінансовим положенням General Motors і сильним падінням попиту на продукцію Hummer корпорація ухвалила рішення про продаж марки. Майже рік велися перемовини з потенційними покупцями з Китаю, Індії, Росії й інших країн. У результаті вибір був зупинений на китайській компанії Sichuan Tengzhong Heavy Industrial Machinery Co, з якою 2 червня 2009 року (через день після оголошення про банкрутство GM) був підписаний Меморандум про взаєморозуміння, — попередня угода про продаж бренду.
24 лютого 2010 року GM заявила про початок процедури ліквідації бренду Hummer, унаслідок зриву операції з боку китайських регуляторних державних органів.
26 травня 2010 р. з конвеєра заводу General Motors в американському Шрівпорте (штат Луїзіана) зійшов останній позашляховик марки Hummer. Після припинення виробництва автомобілів Hummer підприємство робить випуск Chevrolet Colorado і GMC Canyon. 
У середині 2019 року почали ходити чутки про те, що General Motors розглядає можливість відродити Hummer у 2021 році, оскільки ринок позашляховиків досягав історичного рівня продажів.  Президента GM Марка Рюсса запитали про можливе повернення влітку 2019 року, і він сказав: «Я люблю Hummer. Я не знаю. Ми розглядаємо все».  Довіра до попередніх повідомлень почала зміцнюватися після завершення страйку General Motors у 2019 році , оскільки переговори щодо контракту призвели до зобов’язання GM врятувати свій завод у Детройті-Гемтрамку від закриття шляхом інвестування та переоснащення його для створення майбутніх електричних вантажівок. і позашляховики; продукти повинні були бути побудовані на майбутній платформі електричної вантажівки GM "BT1".  У власній документації GM перелічено три бренди, які отримували продукти з архітектури BT1: Cadillac (імовірно, електричний Cadillac Escalade), Chevrolet (Silverado EV) і третій невідомий бренд, який називається "M-Brand". 
Інсайдери галузі стверджували, що у них є джерела, які стверджують, що «M-Brand» — це Hummer, тому що відродження бренду з усталеним визнанням імені допоможе зменшити витрати на маркетинг. Відродження Hummer на платформі BT1 було відоме як «Проект O», потенційно назване на честь колишнього головного інженера Camaro Ела Оппенгейзера (людина, відповідальна за повернення Camaro у 2010 році), якого перемістили з розробки Camaro до нагляду за програмою електромобілів.  Пізніше Оппенгейзер підтвердив це сам.  У листопаді 2019 року ЗМІ майже підтвердили, що Hummer повернеться з двома електричними моделями, вантажівкою та позашляховиком, десь у 2021 році.  21 листопада 2019 року генеральний директор General Motors Мері Барра підтвердила, що GM буде випустив електричний пікап восени 2021 року, але не назвав бренд, під яким він буде створений. 
Нова лінійка Hummer — це не окремий бренд, як це було до того, як General Motors оголосила про банкрутство бренду, а модель бренду GMC. 
30 січня 2020 року GM випустив серію коротких відеороликів, в яких розповідається про повернення Hummer у вигляді моделей електричних позашляховиків і пікапів, що продаються під брендом GMC . 30-секундна реклама Super Bowl показала суперзірку НБА Леброна Джеймса. Автомобіль мали представити 20 травня 2020 року, але пізніше дату перенесли на 20 жовтня 2020 року.
Hummer EV SUT був офіційно представлений 20 жовтня 2020 року під час Світової серії 2020 року . Позашляховик Hummer EV був представлений під час фіналу чотирьох турніру NCAA 3 квітня 2021 року.
Буде кілька версій і моделей під брендом GM GMC, спочатку доступним буде лише найдорожчий чотиридверний пікап «Edition 1», потім інші моделі, а пізніше — SUV. 

## ПорівнянняHummer H1іHMMWV
Цивільна модифікація H1 повністю заснована на військовій моделі HMMWV. На відміну від військового HMMWV, в цивільній модифікації відсутня броня і озброєння, за рештою технічних характеристик він повністю повторює військову модель. Так само, в стандартній комплектації цивільної моделі H1 присутні салон підвищеного комфорту, зручні сидіння, аудіосистема і клімат-контроль. Окрім цього, в цивільній моделі була змінена електрична схема, яка стала 12-вольтовою і включає дві 12-вольтові батареї, увімкнених паралельно, на відміну від військового HMMWV, де дві батареї увімкнено послідовно для отримання 24 вольт.

## Модельний ряд
- Hummer H1 (модель була знята з виробництва в червні 2006 року)
- Hummer H2 (модель була знята з виробництва в 2009 році)
- Hummer H3 (модель була знята з виробництва в травні 2010 року)
- GMC Hummer EV (з 2022)